# Casa Maumejean

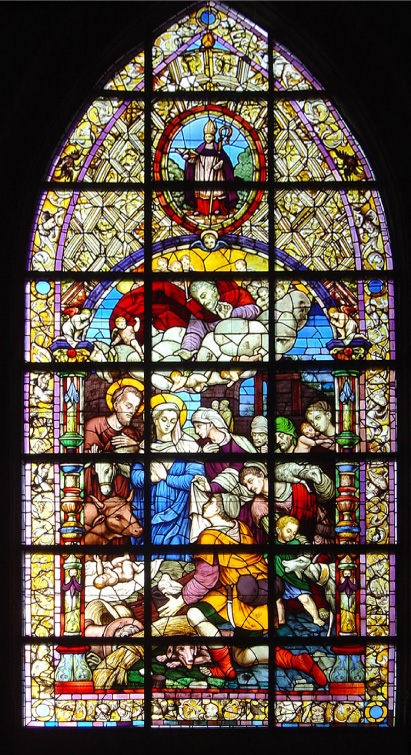
Adoración de los pastores. Vitral realizado por la casa Maumejean en 1930 para la Catedral de Sevilla.

La Casa Maumejean es una empresa familiar que fue fundada en 1860 por Jules Pierre Maumejean  y ha  estado dedicada a la realización de vidrieras artísticas durante 150 años.  

## Historia
Jules Pierre Maumejean el fundador de la dinastía tuvo cinco hijos que fueron sus continuadores: Joseph Maumejean, Jean Siméon Maumejean,  Léon Ernest Maumejean,  Marie Thérèse Maumejean y Charles Emile Maumejean. Todos ellos al igual que su padre fueron consumados artistas en la especialidad de pintura sobre vidrio.
A lo largo de varias generaciones han realizado bellos vitrales destinados tanto  a edificios civiles como religiosos principalmente de Francia y España, aunque muchas de sus obras han sido encargos procedentes de otros países de Europa, América, Asia y África.
León se quedó en París. Tres miembros de la familia Maumejean

## Obras

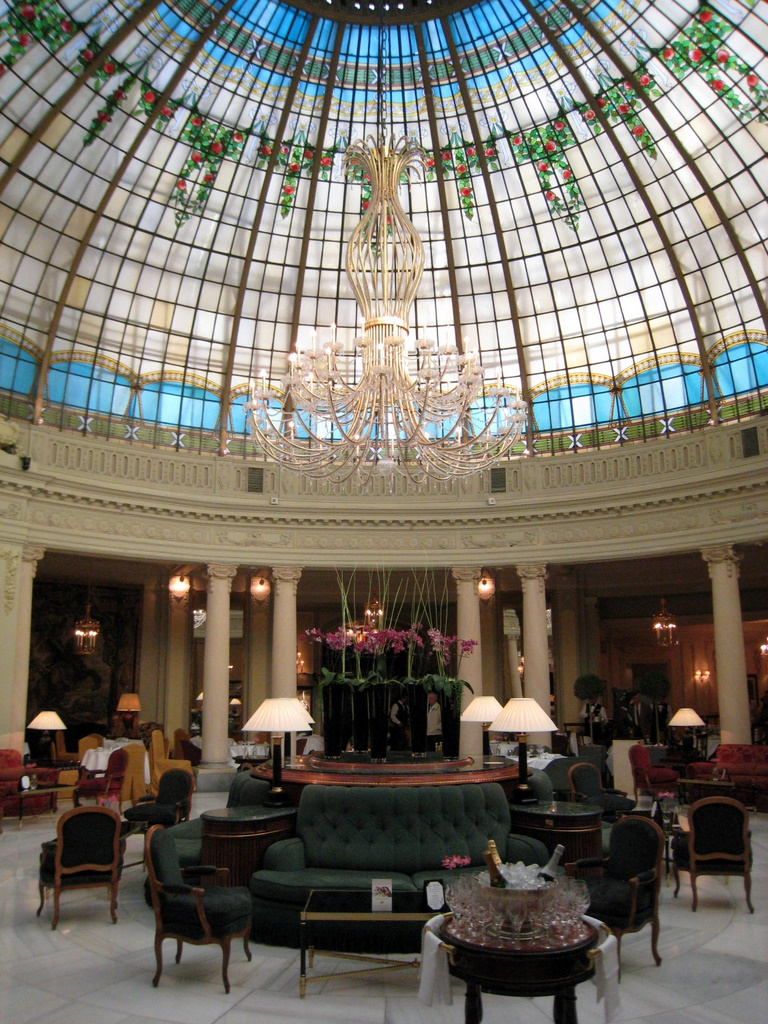
Cúpula vitral del Hotel Palace, en Madrid.

Algunas de sus vidrieras pueden contemplarse en la Catedral de Bayona, Ayuntamiento de Biarritz, Catedral de Sevilla, Iglesia Matriz de San Juan Bautista Ciudad de Arucas, en Gran Canaria, Catedral de Burgos, Catedral de María Inmaculada de Vitoria, Museo Diocesano de Arte Sacro de Álava, Iglesia de San Ignacio de Loyola de San Sebastián, Catedral de Santa María la Real de Pamplona, Basílica de la Asunción de Nuestra Señora de Lequeitio, Santuario de Nuestra Señora de Fátima de Orense y el Palacio Episcopal de Astorga. En Madrid se conservan obras suyas en la crypta de la Catedral de la Almudena, en el casino de la calle de Alcalá, en el Hotel Palace, en el Hotel Vinci, en el Banco de España, en el Hospital de Maudes, en el Teatro Calderón (en el vestíbulo), en el Teatro Reina Victoria (en su fachada) y en el actual Centro Comercial ABC Serrano, entre otros lugares. En el museo de la Real Fábrica de Cristales de La Granja también se exponen algunos ejemplares.
Realizó en 1916 las siete vidrieras que existen en la capilla mayor de la catedral de Segovia.
Los talleres Maumejean atendieron numerosos encargos, no sólo de Francia y España, donde estaban establecidos, sino también del resto de Europa, África, Asía y América.
Una de las zonas donde tuvieron importantes clientes fue en Cuba, especialmente en La Habana, donde se localizan una gran cantidad de vidrieras y vitrales, en instituciones religiosas, escuelas, bancos o mansiones privadas en El Vedado, con el sello de Casa Maumejean:
-Gran vitral lucernario en las Escaleras de Honor del antiguo Centro Asturiano de La Habana (1927) sede actual del Museo Nacional de Bellas Artes de La Habana.
-Colegio Sagrado Corazón (1955-56) en Miramar, sede actual del Instituto de Ciencias Médicas Victoria de Girón (Vidrieras en escaleras y en capilla central)
-Iglesia de Calle Reina (Parroquia del Sagrado Corazón de Jesús y San Ignacio de Loyola) Vidrieras (1923)
-Antiguo Banco Gelats, en Calle Aguiar N°456 en La Habana Vieja (1940) Actual Banco Nacional de Cuba. Lucernario y vidrieras.
-Iglesia de NªSªdel Carmen en Calles Infanta y Neptuno, en Centro Habana (1927) Vidrieras Carmelitas Descalzas.
-Trabajos en vidrieras de Mansiones privadas en El Vedado Habanero: [*Casa de Juan Gelats y Botet (1918) en Calle 17 N°351, hoy sede de la Uneac. *Casa Ediciones Unión, en Calle 17 N°354 entre G y H. *Casa de la Familia Solís (1922) en Calzada y Calle D, sede actual de Oficinas de la Unesco en Cuba]
Y fuera de la Capital Cubana, se localizan las vidrieras de la Iglesia de la Purísima Concepción de la Ciudad de Cárdenas (1928) Provincia de Matanzas.

## Premios
Entre los premios obtenidos en reconocimiento a su labor pueden citarse:
- Legión de Honor (París 1926).
- Medalla de Oro en la Exposición de Pamplona (1926).
- Medalla de Oro en la Exposición Internacional de Filadelfia (1926).
- Medalla de Oro en la exposición de Artes Decorativas de Madrid (1927).
- Gran Premio Exposición Iberoamericana de Sevilla (1929)
- Gran Premio Exposición Internacional de Barcelona  (1929).[1]

## Galeria

Mosaïques
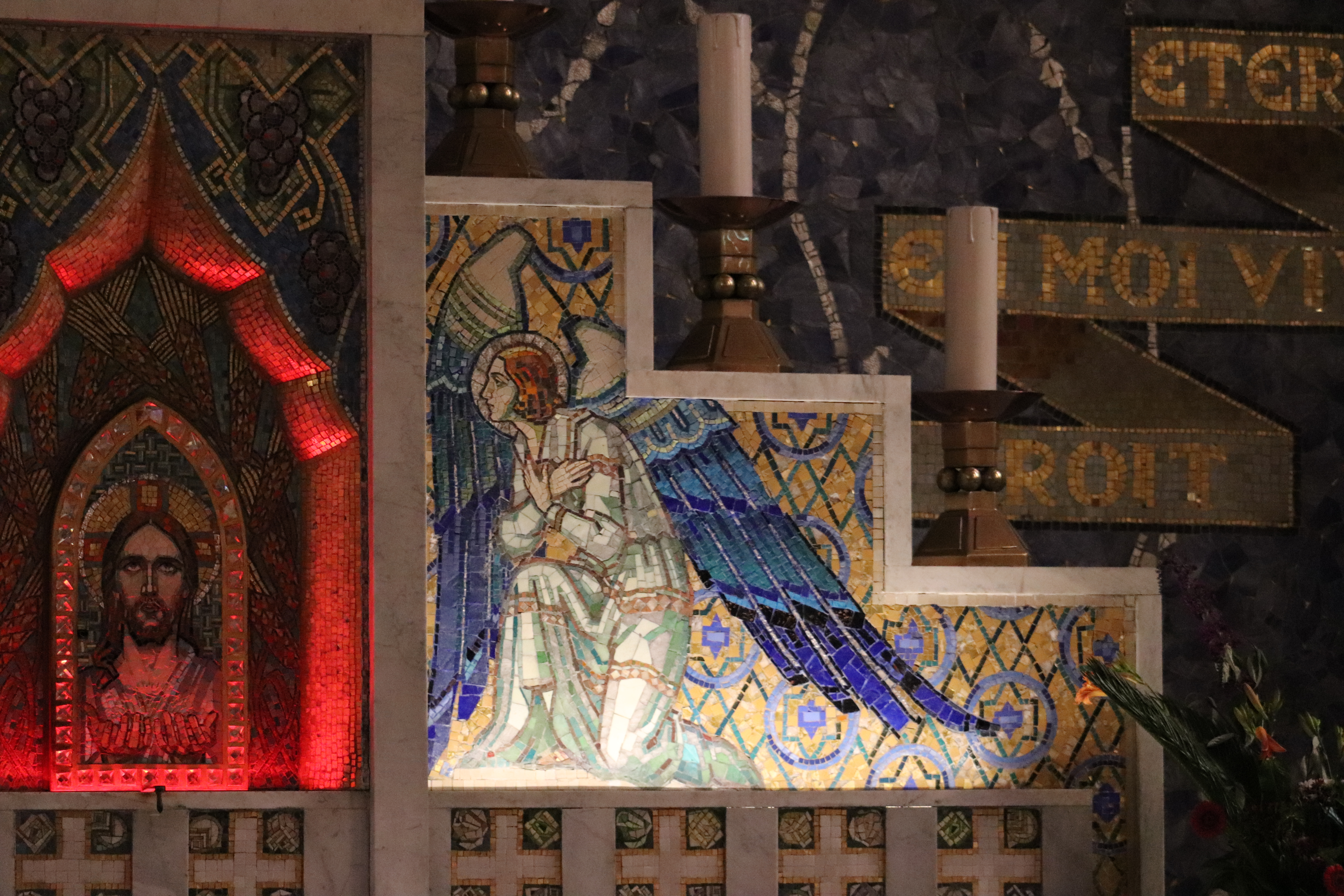
Iglesia Saint-Gérand du Palais.
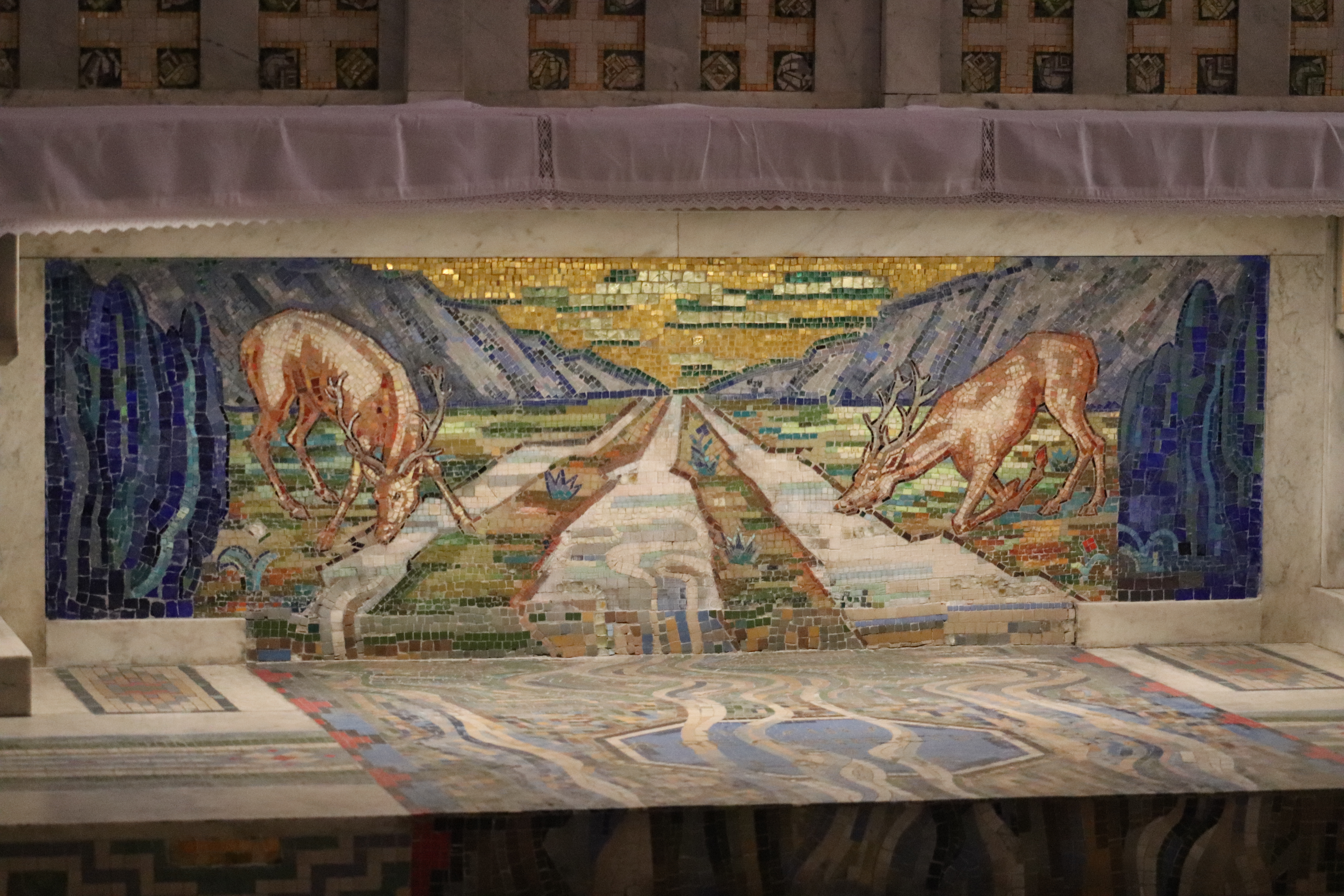
Église Saint-Gérand du Palais. Autel.

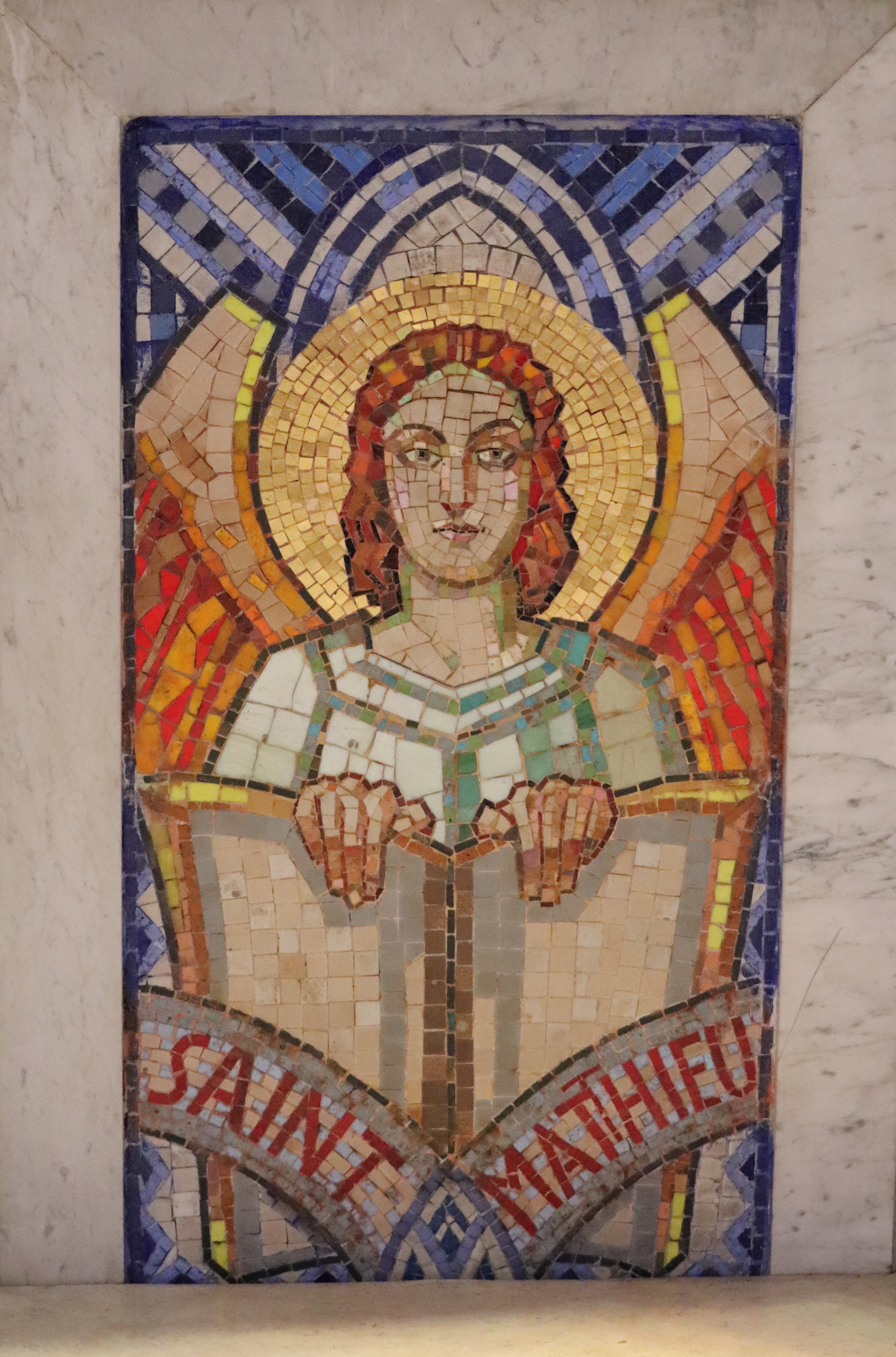
Iglesia Saint-Gérand du Palais. Saint Matthieu.
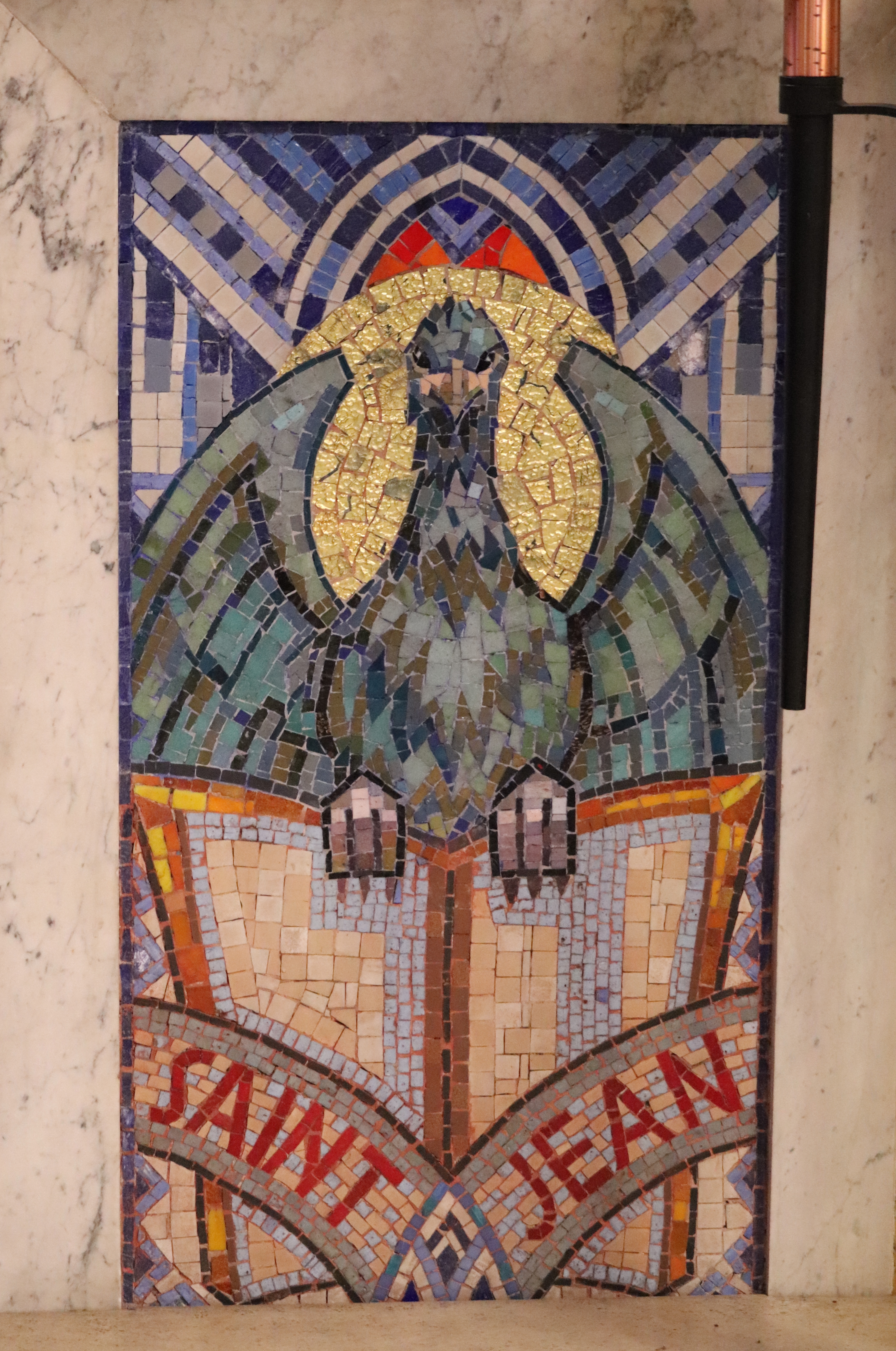
Iglesia Saint-Gérand du Palais. Saint Jean.
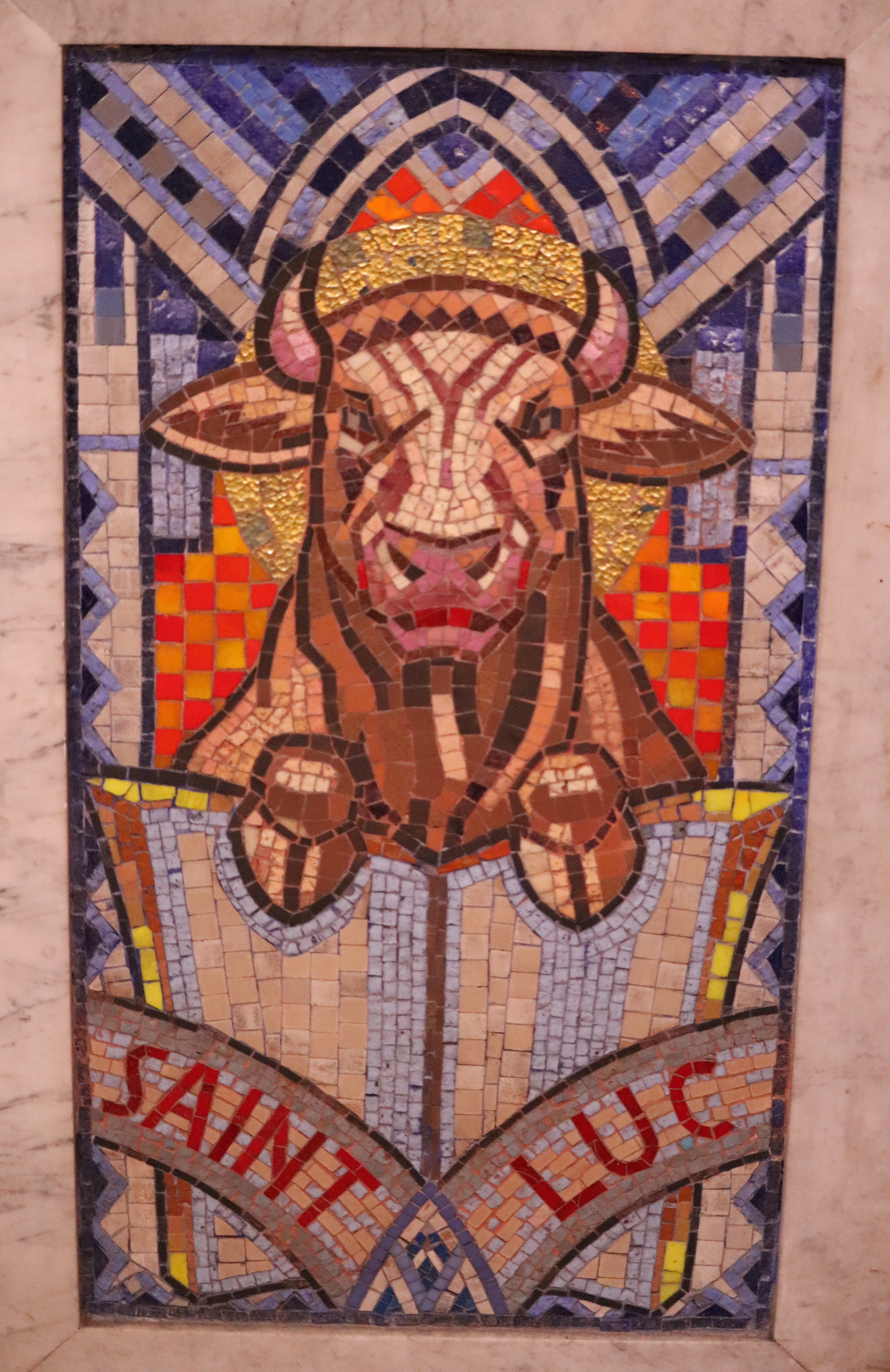
Iglesia Saint-Gérand du Palais. Saint Luc.

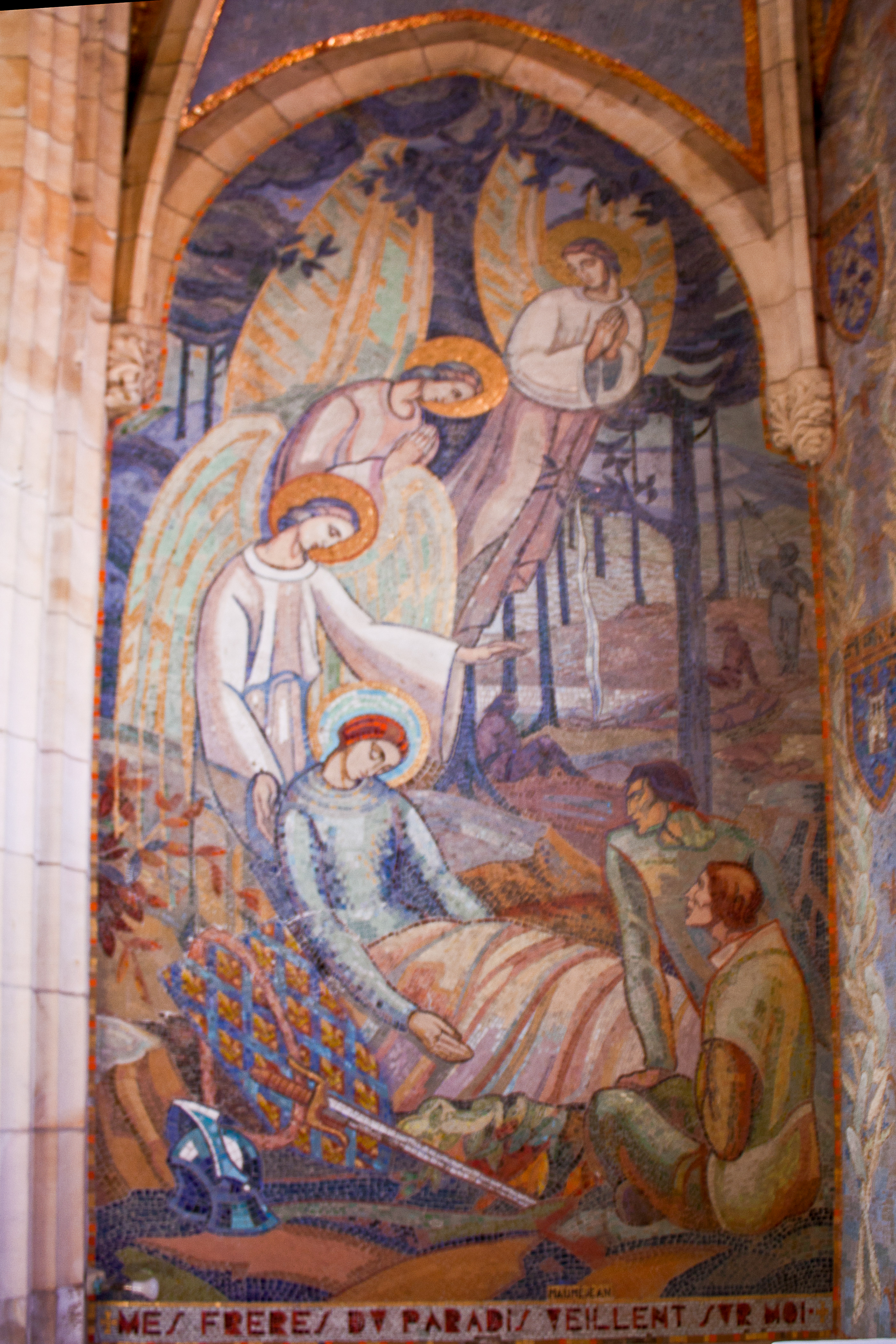
Église de Saint Pierre le Moûtier. Jeanne d'Arc par Carl Mauméjean.
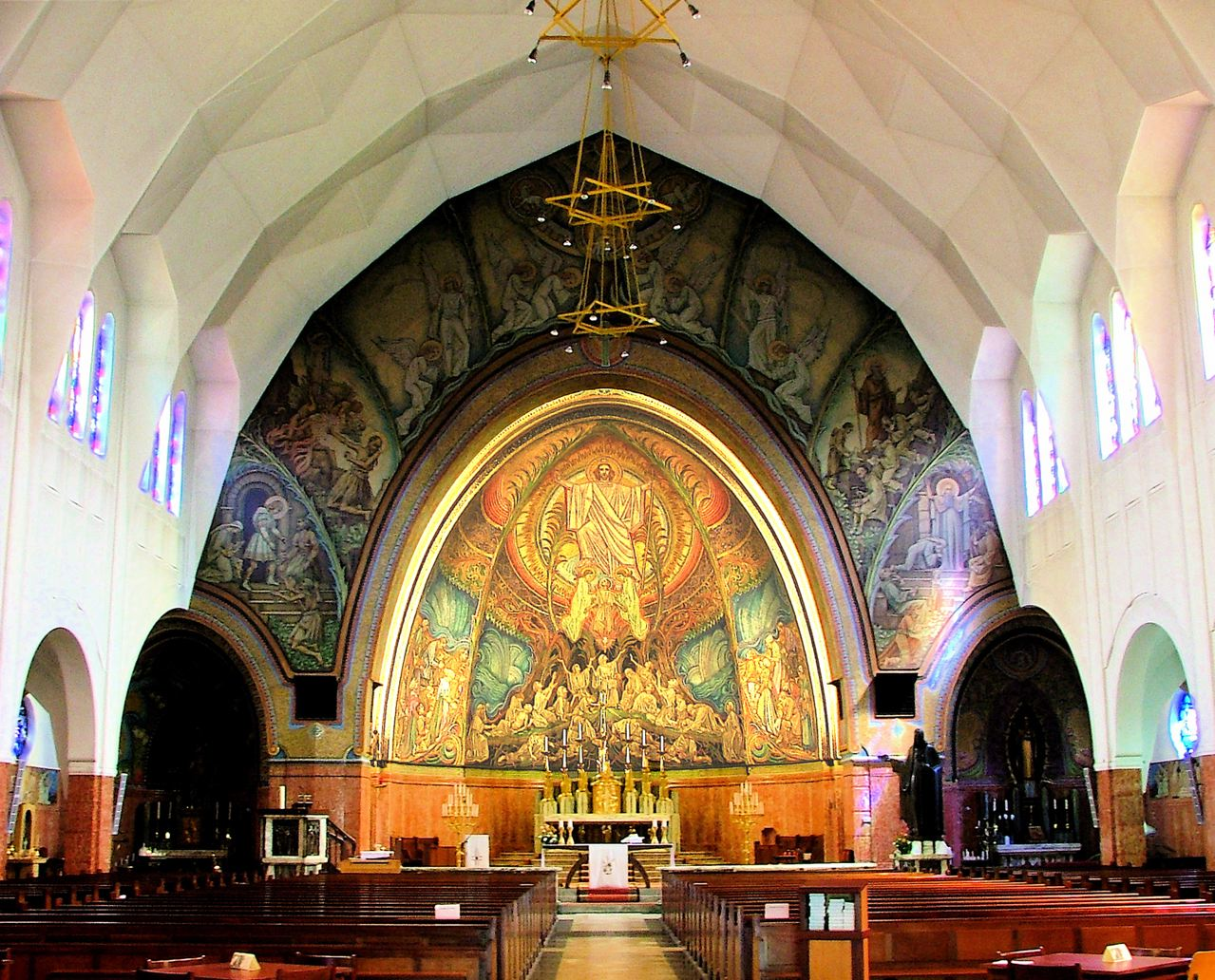
Iglesia de Scheveningen de La Haye.

Vitraux
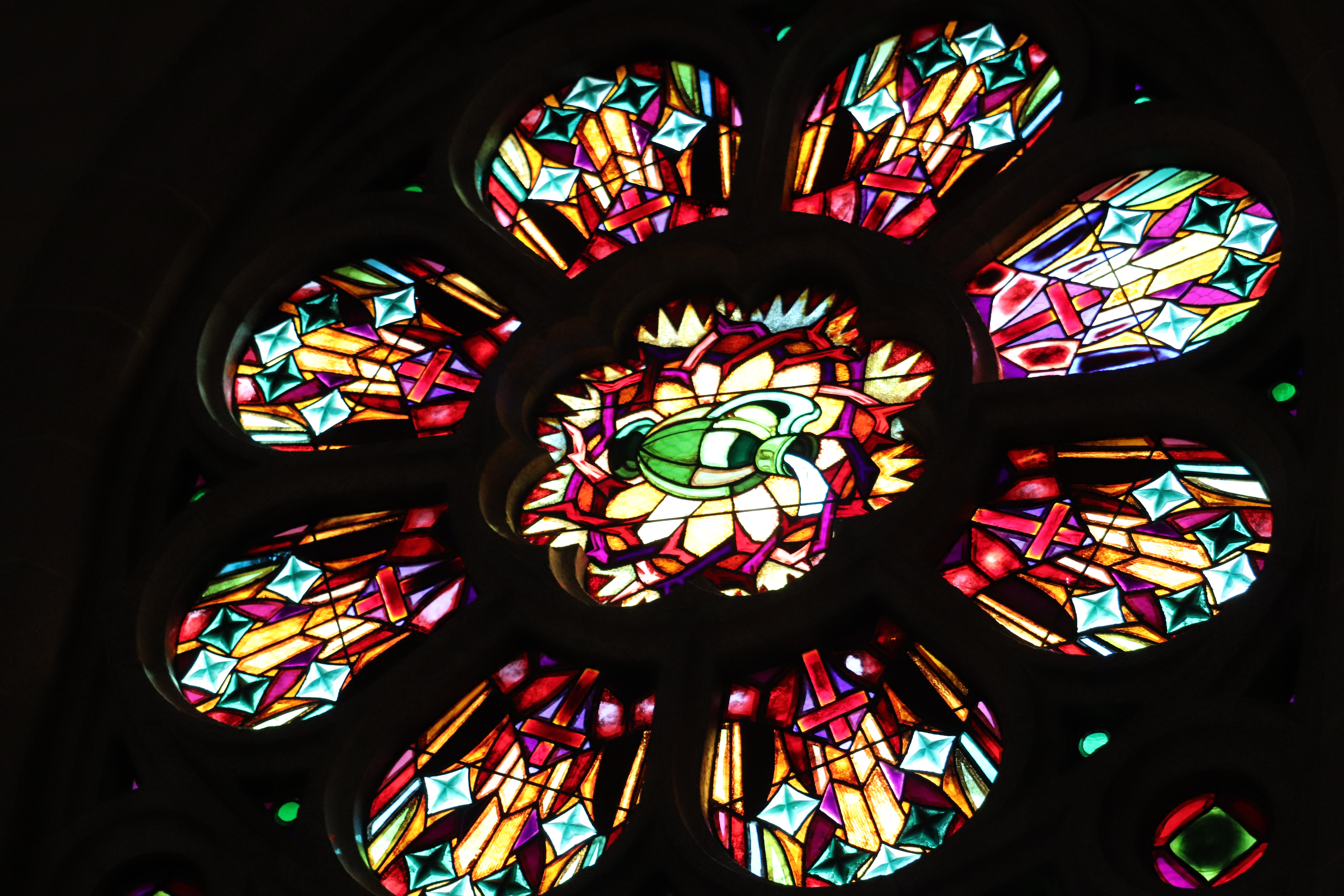
Iglesia Saint-Gérand du Palais. Rosace.
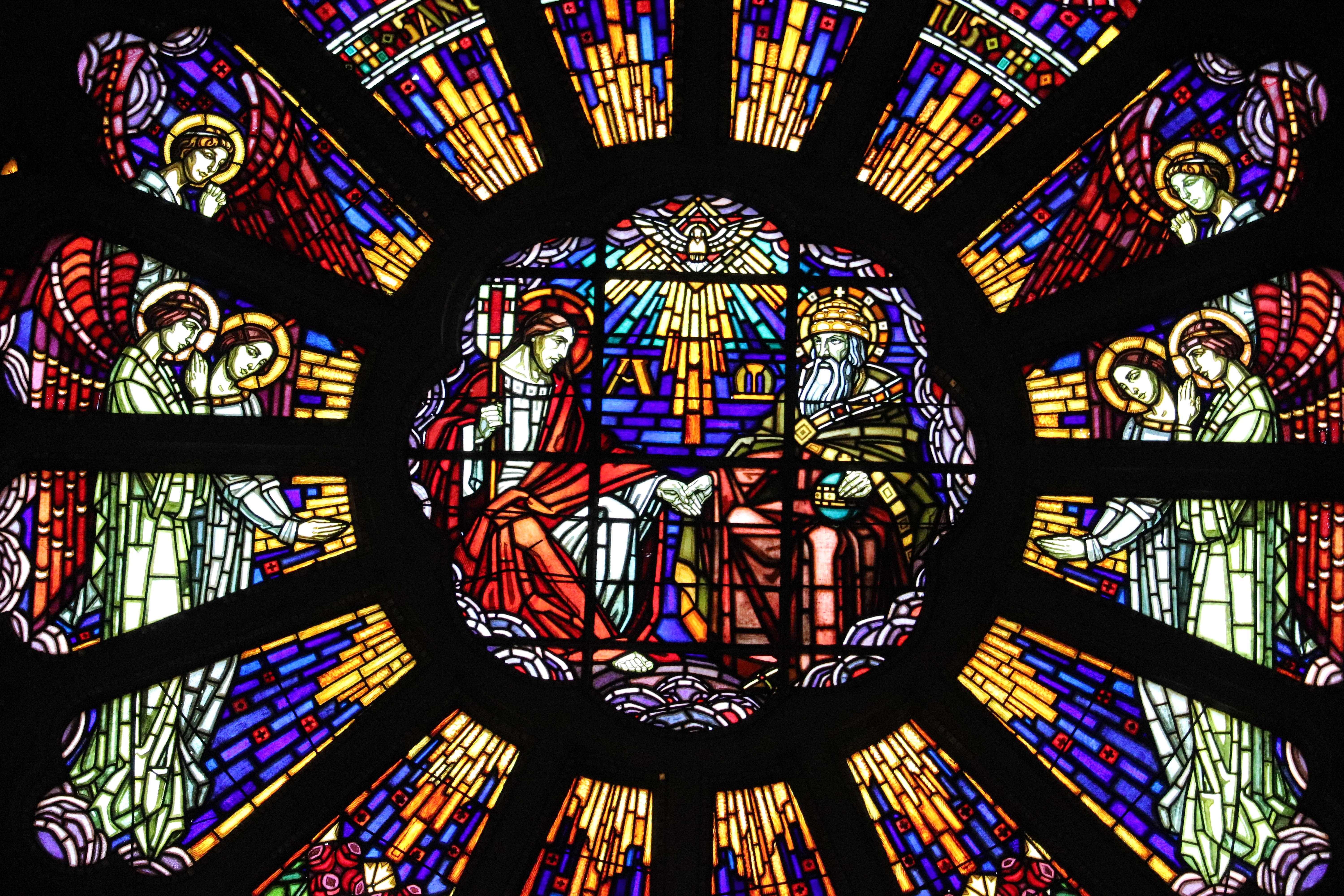
Iglesia Saint-Gérand du Palais. Rosace.
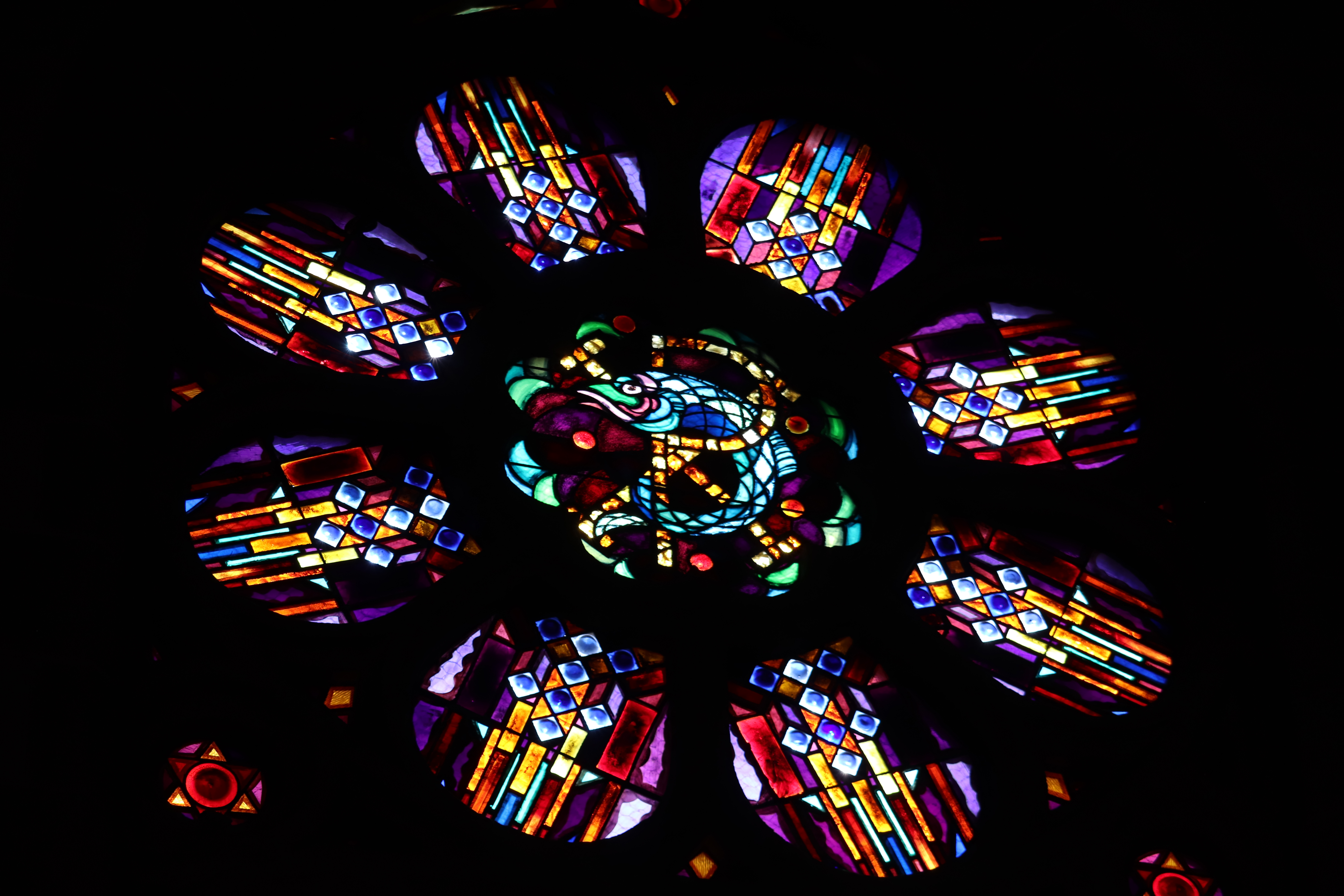
Iglesia Saint-Gérand du Palais. Rosace.
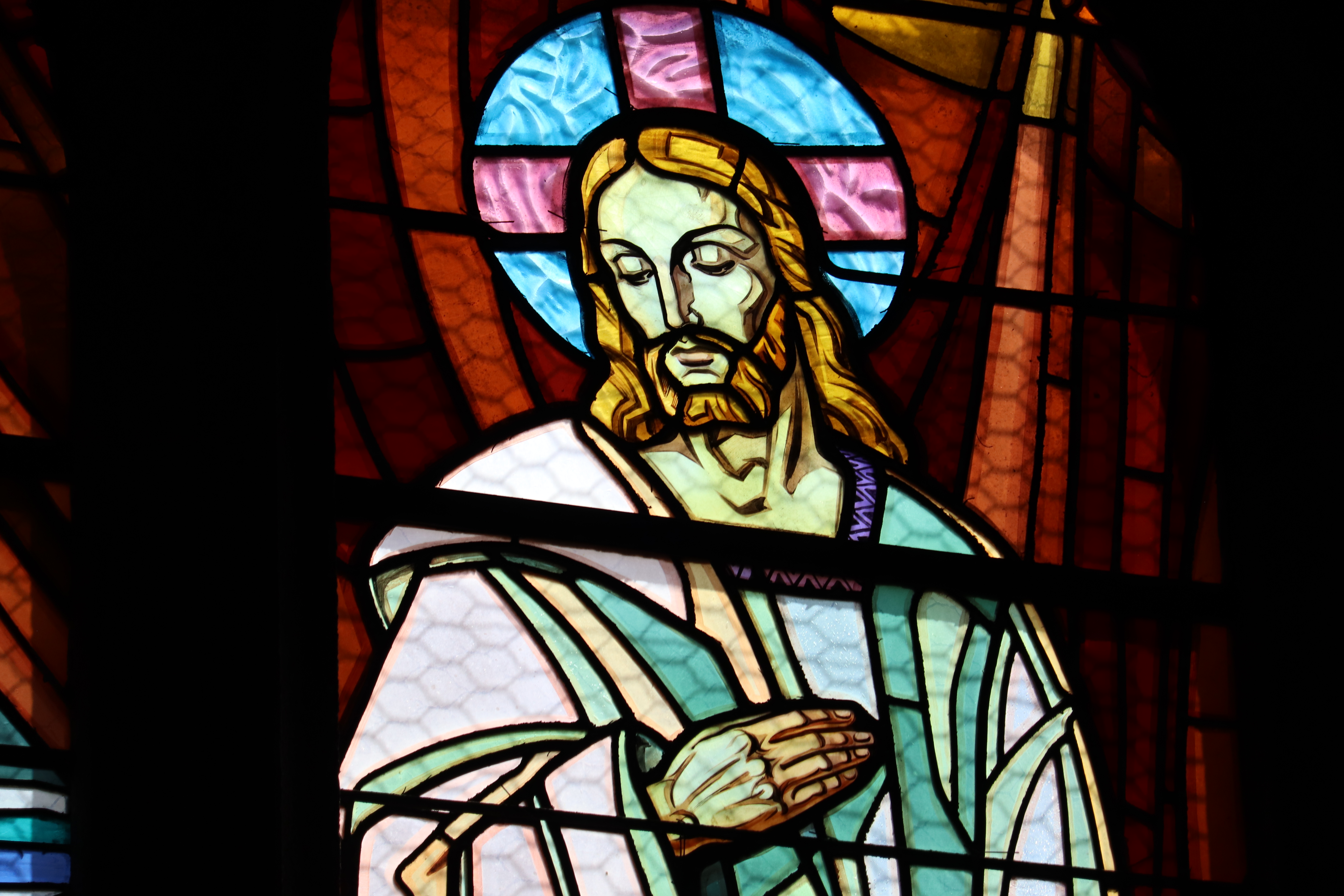
Iglesia Saint-Gérand du Palais. Vitrail.
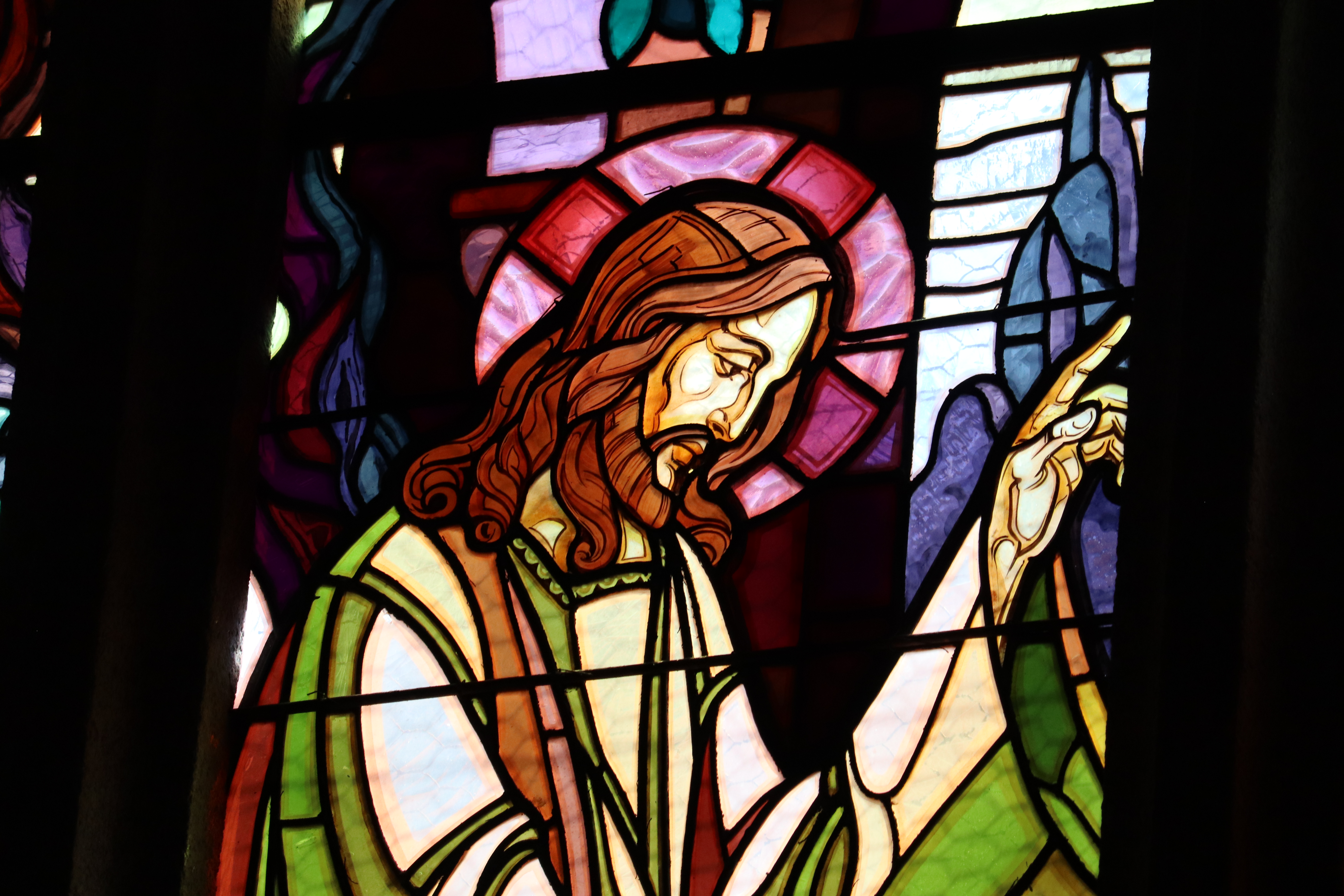
Iglesia Saint-Gérand du Palais. Vitrail.

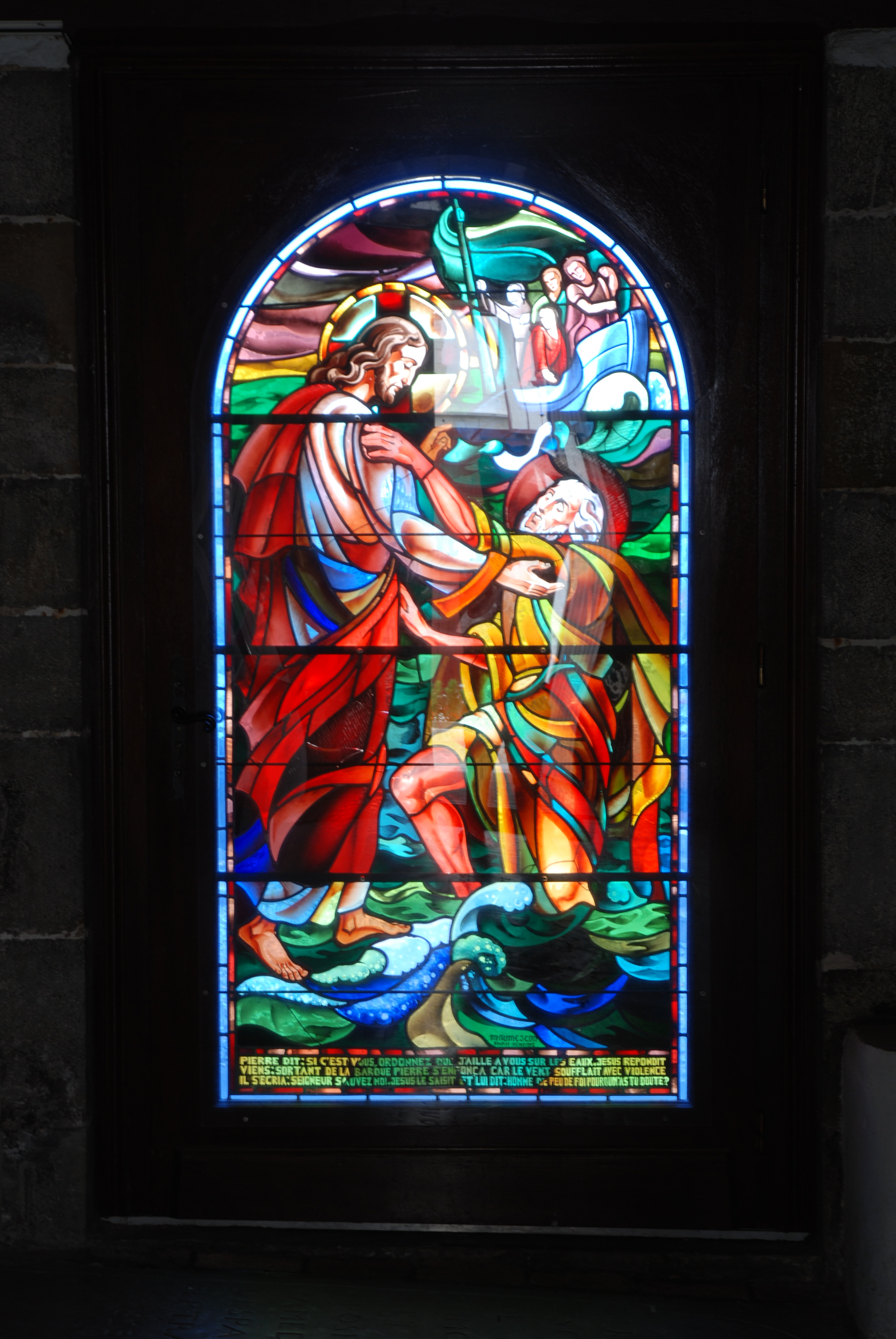
Église de Saint-Pierre-d'Irube.
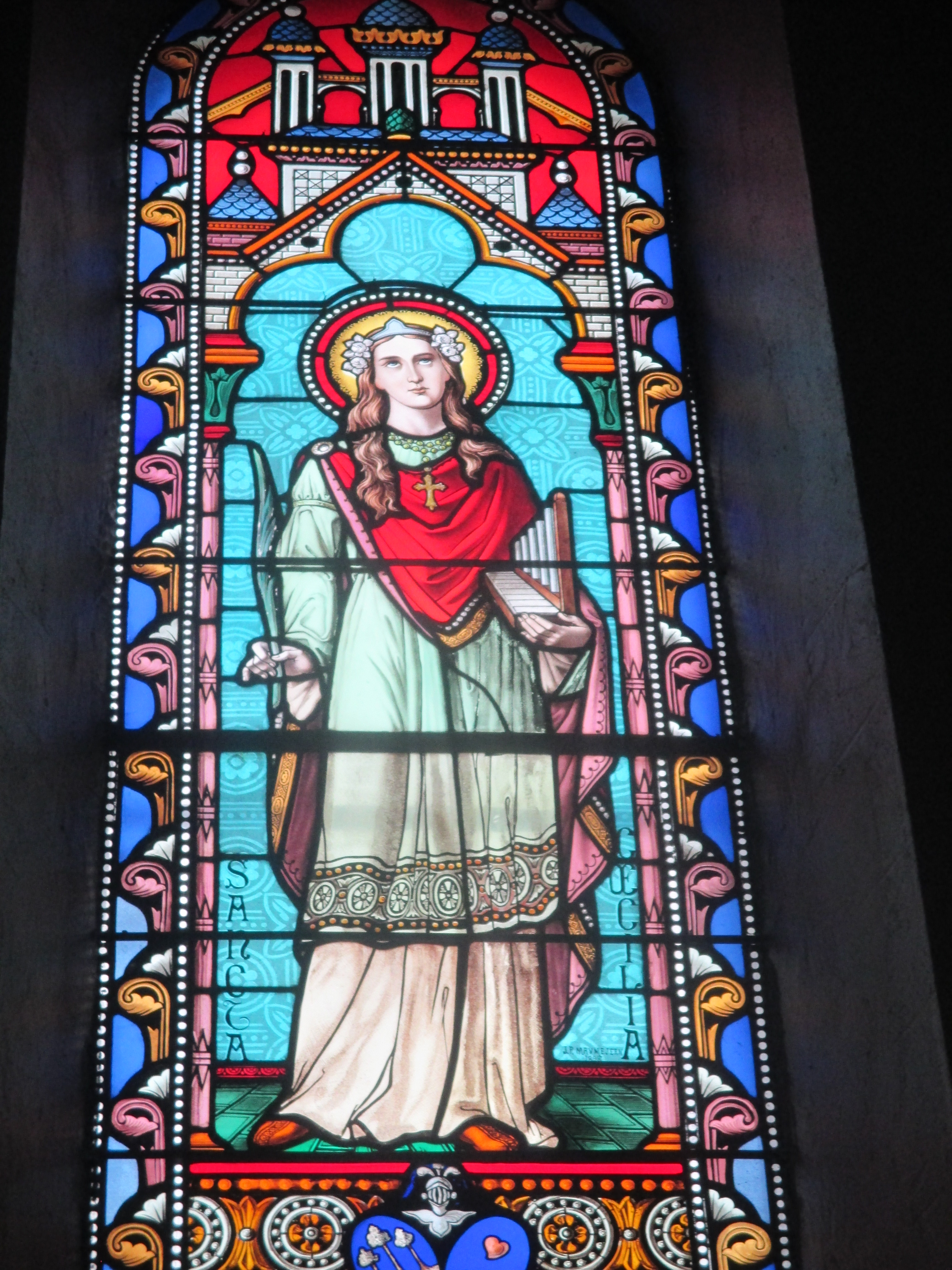
Vitrail de Iglesia Saint-Charles de Biarritz. Sainte Cécile.
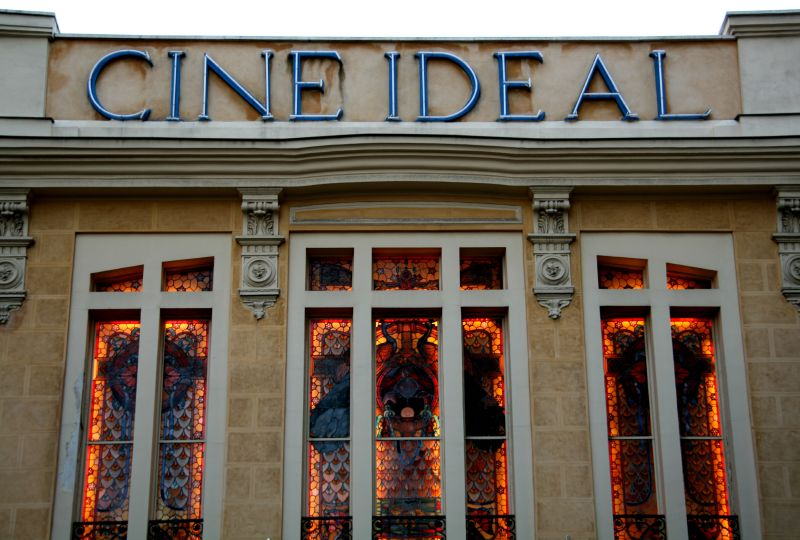
Cine Ideal de Madrid.

Église Saint-Pierre-Saint-Paul d'Ivry-sur-Seine
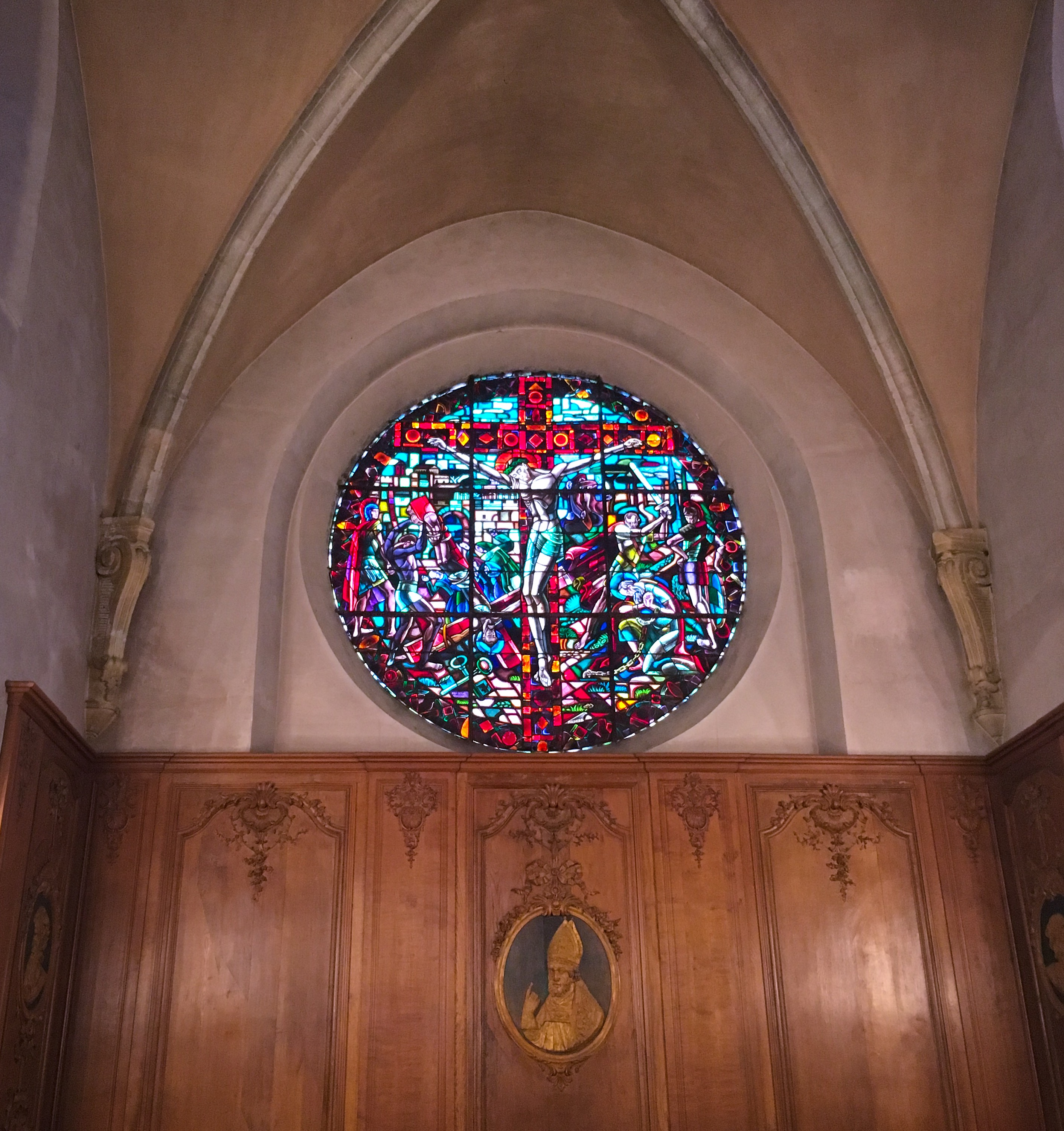
La Crucifixion.
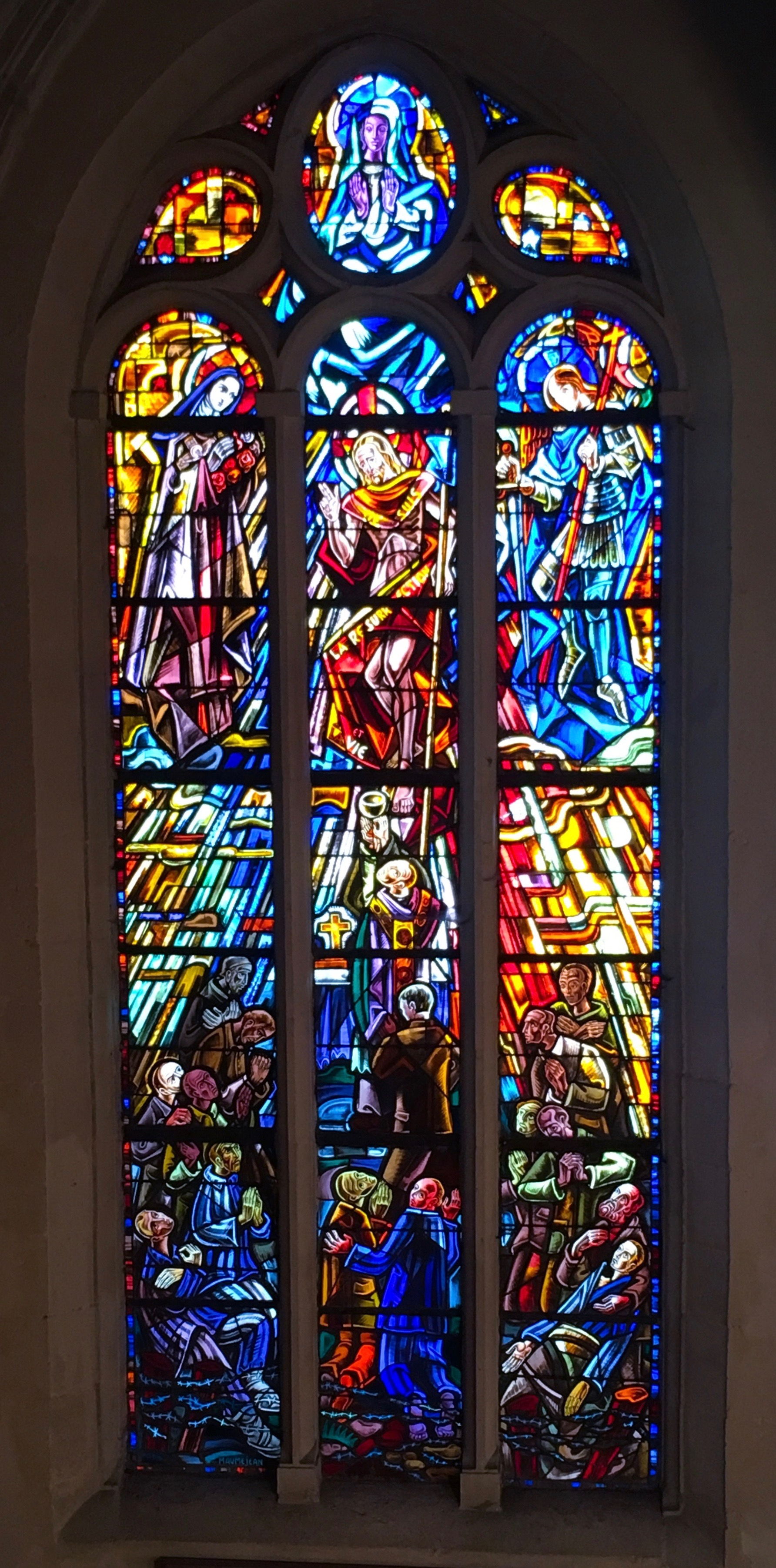
La Messe de Saint Grégoire.
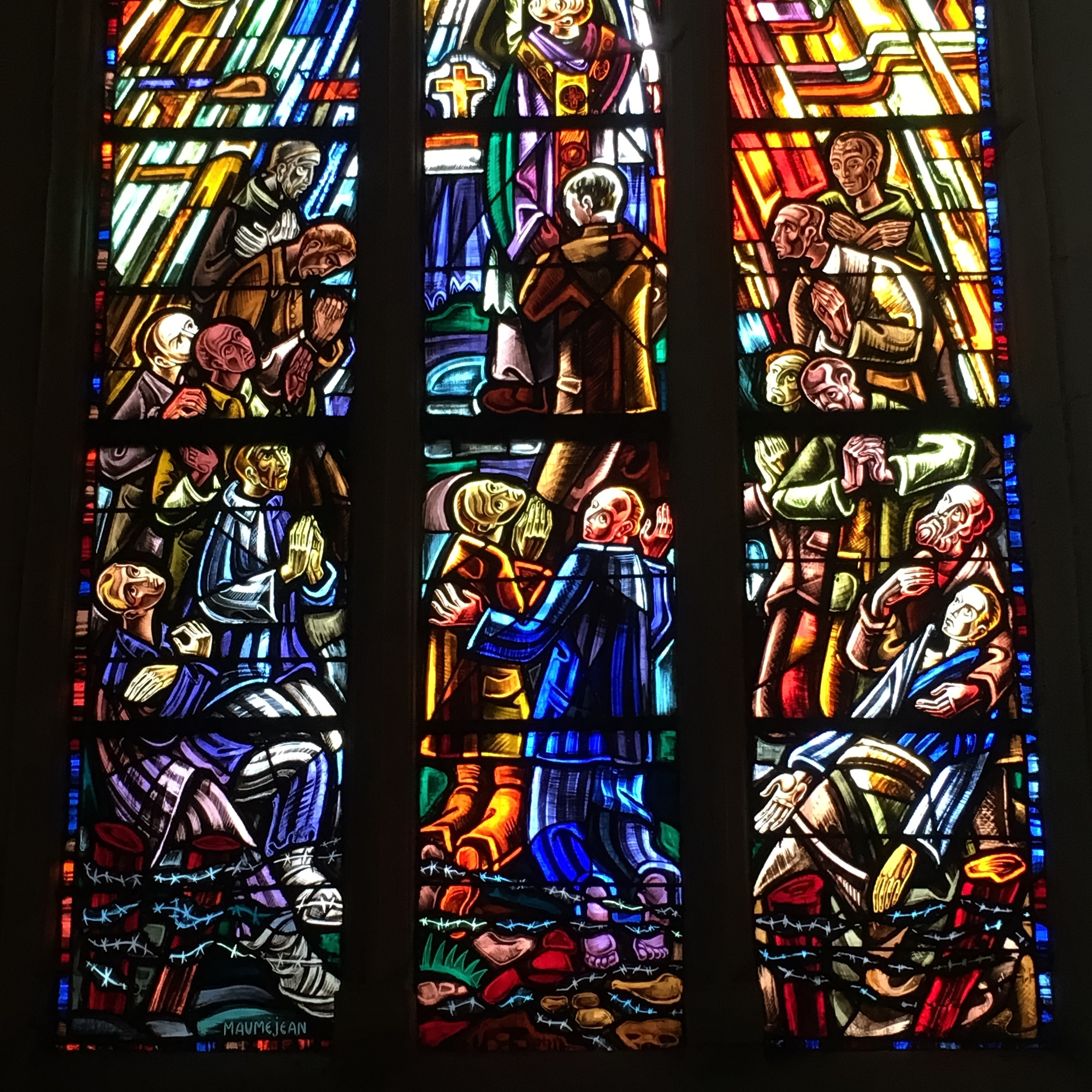
La Messe de Saint Grégoire. Les Déportés.
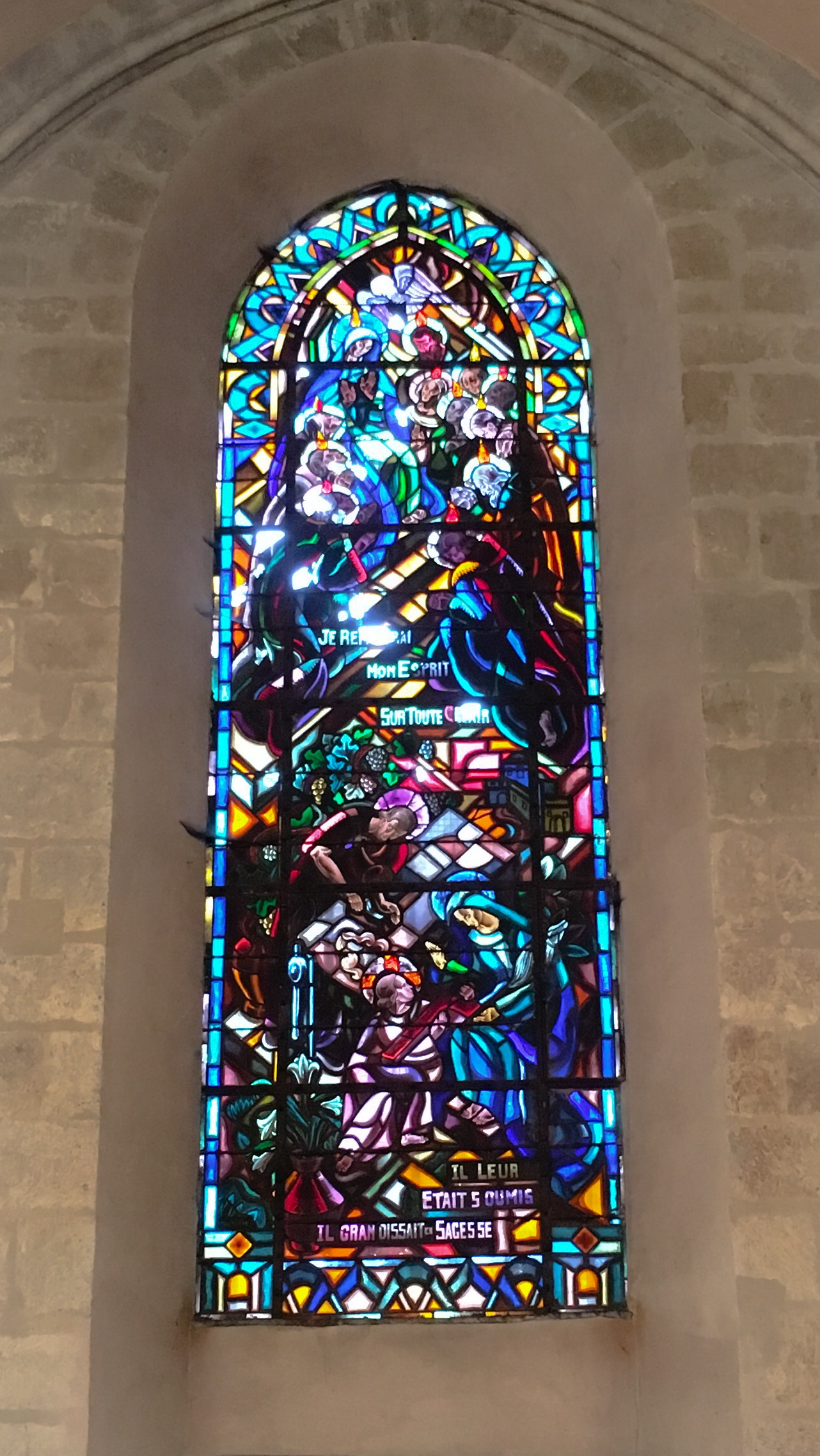
La Pentecôte.
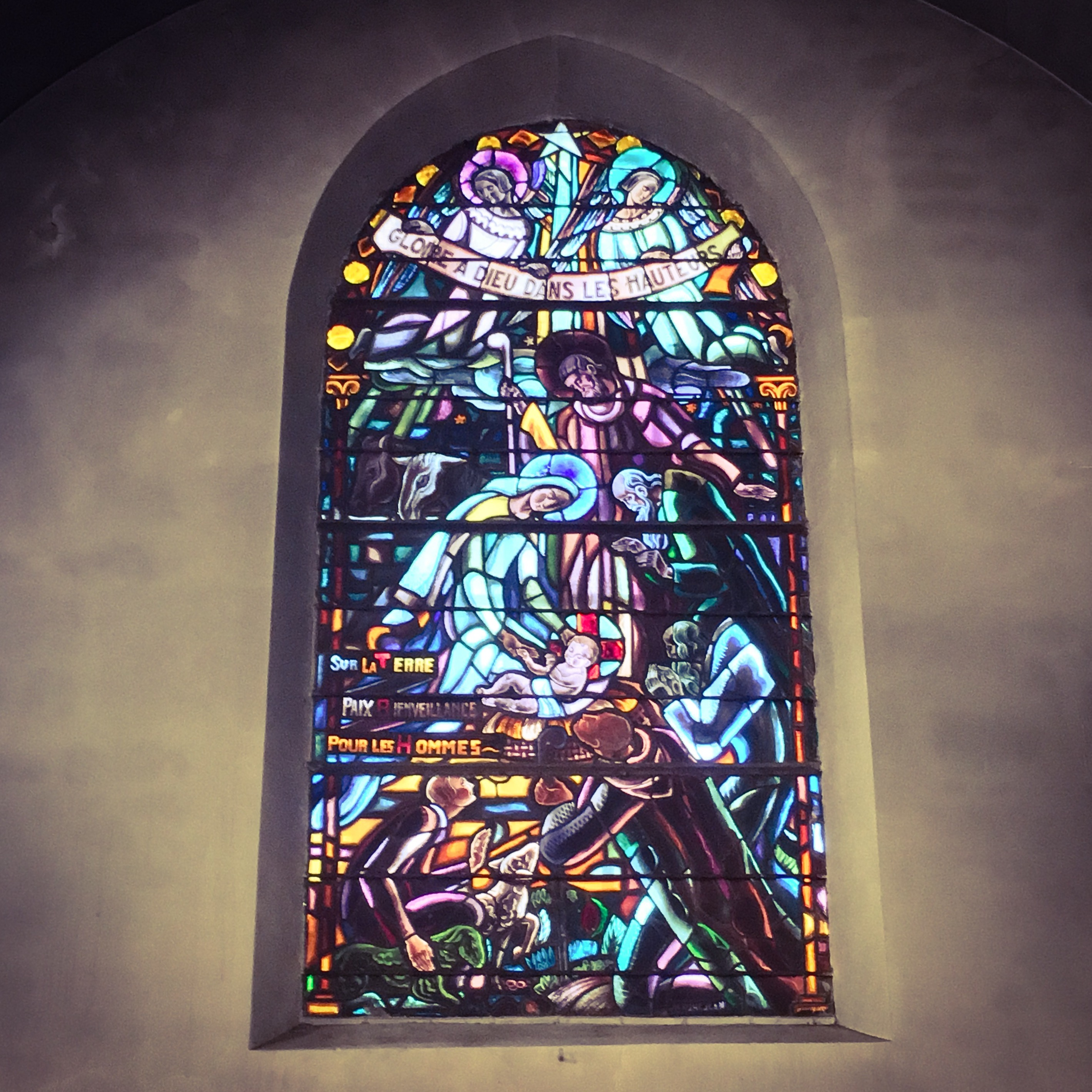
L'Adoration des Mages.